# Ana María Ibars Ibars
Ana María Ibars Ibars (Valencia, 29 de febrero de 1892 - Valencia, 9 de enero de 1965) fue una escritora y maestra española, conocida como María Ibars o María Ibars y Ibars.
Vivió su infancia y adolescencia en Denia en una casa en la partida de los Campussos, Penyamar, hecho que da título a uno de sus libros: Poemas de Penyamar: a la sombra del Montgó (1949).  Fue madre del registrador de la propiedad Vicente Darío Paya Ibars y de la pedagoga Raquel Payá. Escribió poemas y narraciones en castellano y en valenciano. En la década de 1930 estuvo relacionada con Lo Rat Penat y participaba en actividades de esta institución.
En la localidad de Denia hay un Instituto de Educación Secundaria  que lleva su nombre, desde febrero de 2016 es hija adoptiva de esta localidad de la Marina Alta.
El 9 de enero de 2025 Correos emitió un sello, de 3 euros, dedicado a la escritora.

## Obras
- Ibars y Ibars, María. Flor de nisperer : acabamiento.  Sicània, 1962.
- Ibars y Ibars, María. La fe de los otros.  Sicània, 1965.
- Camp de Os / María Ibars Ibars. Fantasías / Beatriu Civera. La semana valenciana / Nicolau-Primitivo / Dibujos de Nunyez y Tony Valencia : Sicània, 1961
- El demonio se hace fallero / Josep Marcarell y Gosp. Los pañales / Barrote de Ribalmaig. Camp de uso (acabamiento) / María Ibars y Ibars ; ilustraciones de Soriano y Núnyez Valencia : Sicània, 1961
- Como una garra : novela Valencia : Guerri, 1961
- La descalumniada / María Ibars y Ibars. Avioneta 23 / Peris Aragón. La Prenda / Soleriestruch ; dibujos de Nunyez, Peris Aragón y Soleriestruch Valencia : Sicània, 1961
- Flor de nisperer María Ibars y Ibars. La Trampa / Enric Soler y Godes. ¿Levante?¡No!¡Valencia, siempre! / Nicolau Primitivo / Ilustraciones para. Peris, Tony y Nunyez	Valencia : Sicània, 1962[7]
- El gigante enamorado / Josep Bea Izquierdo. La fe de los otros / María Ibars y Ibars. Cronistas del reino de Valencia / Nicolau-Primitivo ; ilustraciones de Hernàndez Valls y Soriano Izquierdo, fotograbados de Vilaseca Valencia : Sicània, 1965
- Graciamar Valencia : [Unicrom], 1963
- La presa : (Obra póstuma) / María Ibars y Ibars. El muerto té la palabra / Juli Ferrer y Rueda. Recordances de Masarrojos / Nicolau-Primitivo ; ilustraciones de Nuñez, fotograbados de Vilaseca Valencia : Sicània, 1966
- El último serv : a la sombra del Montgó (novela social) / María Ibars y Ibars ; ilustraciones de Antoni Ferrer ; fotograbados de Vilaseca Valencia : Sicània, 1965[8]
- Vidas planas / María Ibars y Ibars Instituto de Estudios Comarcales de la Marina Alta, 1999
- Vidas planas / María Ibars y Ibars ; edición, introducción y notas de Tomàs Llopis Alicante : Aguaclara, 1992